# Okres Košice II
Okres Košice II je jeden z okresů slovenských Košic. Leží na jihozápadě města v Košickém kraji. Na jihu a na západě hraničí s okresem Košice-okolí, na severu s dalšími třemi městskými okresy. Patří sem následující části města: Lorinčík, Luník IX, Myslava, Pereš, Poľov, Sídliště KVP, Šaca, Západ